# Colaspidema sophiae
Colaspidema sophiae es un coleóptero de la familia Chrysomelidae.
Fue descrita científicamente en 1783 por Schaller.